# Gare de Conflans-Sainte-Honorine
Ne doit pas être confondu avec Gare de Conflans-Fin-d'Oise.
La gare de Conflans-Sainte-Honorine est une gare ferroviaire française de la ligne de Paris-Saint-Lazare à Mantes-Station par Conflans-Sainte-Honorine, située dans la commune de Conflans-Sainte-Honorine (département des Yvelines).
C'est une gare SNCF desservie par les trains du réseau Transilien Saint-Lazare (ligne J). Elle se situe à 24,6 km de la gare de Paris-Saint-Lazare.

## Situation ferroviaire

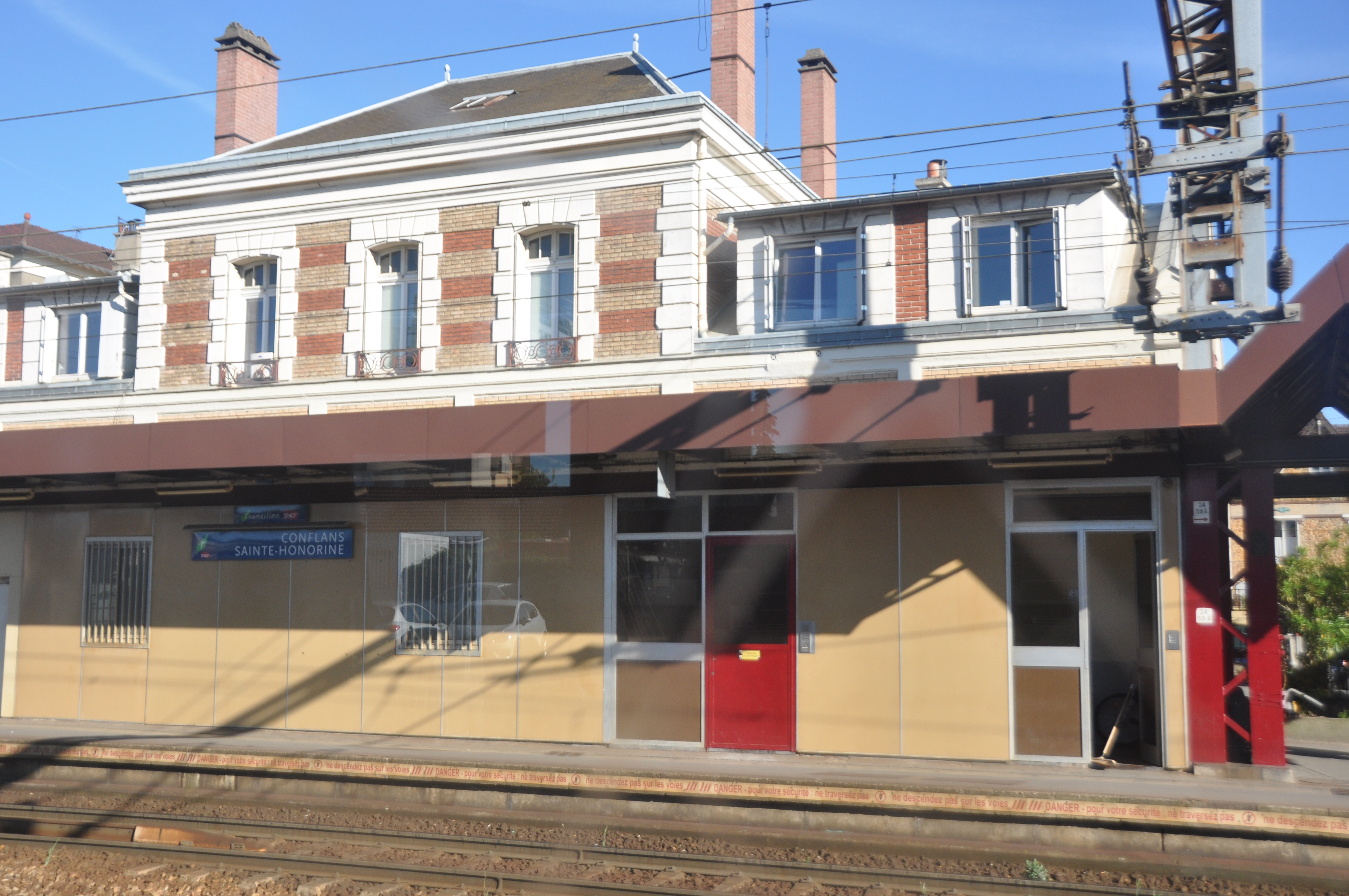
Vue du bâtiment voyageurs depuis les voies.

La gare, établie au nord du centre-ville sur les hauteurs dominant la vallée de la Seine, se situe au point kilométrique (PK) 24,570 de la ligne de Paris-Saint-Lazare à Mantes-Station par Conflans-Sainte-Honorine. Elle est le prolongement jusqu'à Mantes de la ligne de Paris à Argenteuil. Elle constitue le sixième point d'arrêt de cette ligne après la gare d'Herblay et précède la gare de Conflans-Fin-d'Oise.
Elle est également à l'origine d'une jonction avec la ligne d'Achères à Pontoise, la reliant à la gare d'Éragny - Neuville : elle est notamment parcourue par les trains desservant Pontoise.

## Histoire

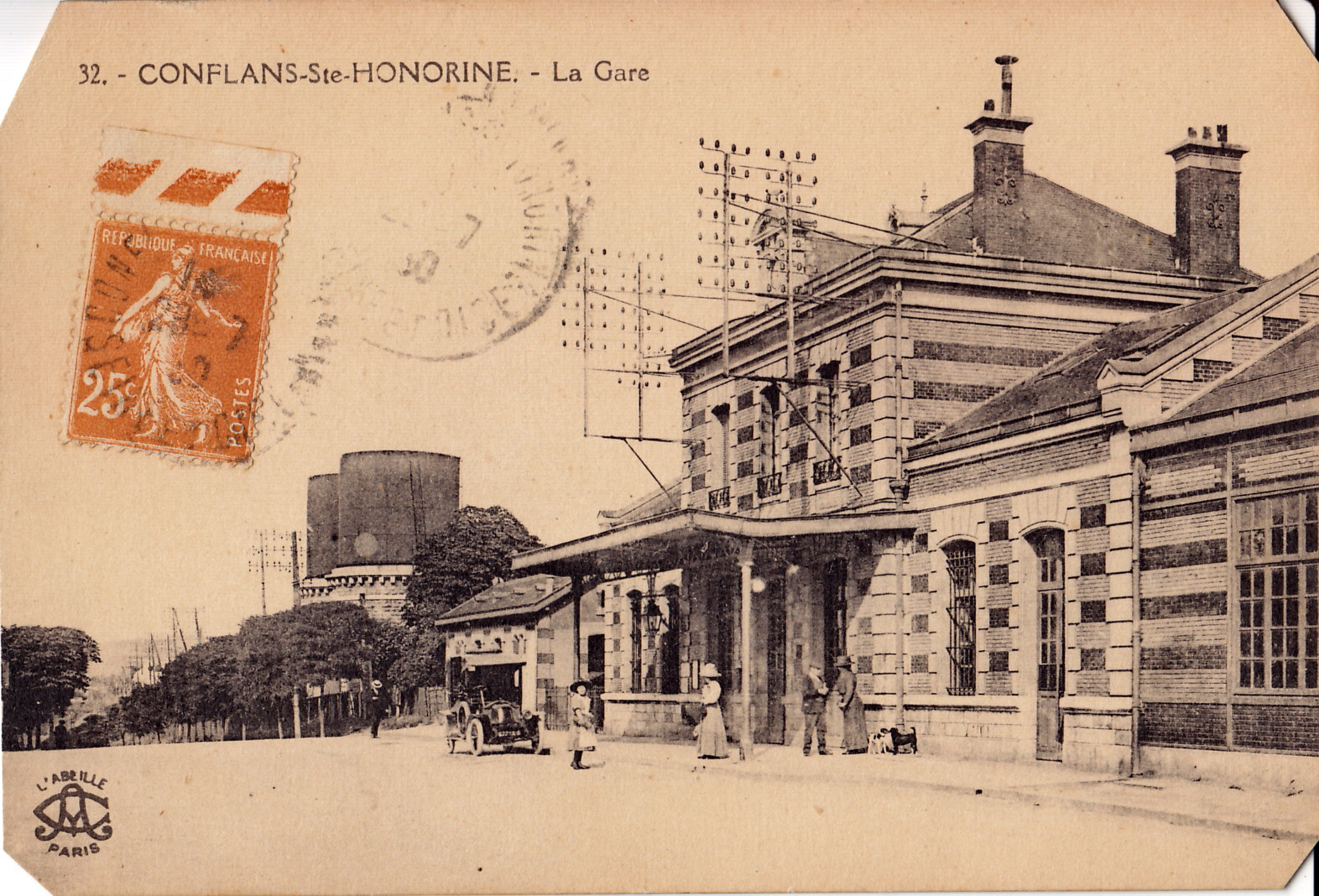
Bâtiment d'origine de la gare, dans les années 1920.

La gare a été inaugurée le 1er juin 1892, afin de  desservir un bourg de 1800 habitants, pour la plupart agriculteurs produisant, entre autres, le chasselas doré de Conflans destiné au marché parisien, et pour permettre aux parisiens de venir villégiaturer sur les bords de la Seine et de l'Oise. Il fallait alors environ 40 minutes pour faire le parcours. La gare disposait d'un point d'alimentation en eau puisée dans l'Oise par une pompe située sous le pont Eiffel et reliée aux châteaux d'eau par une conduite d'environ 1 800 mètres. Cette eau alimentait les caisses à eau des machines-tender voire celles des tenders attelés.
Le bâtiment voyageurs d'origine n'est plus utilisé pour le service des voyageurs. Un bâtiment voyageurs moderne, regroupant les services des guichets a été construit au nord des voies et mis en service en 1993. Sur son côté est, existe une gare de bus.
La gare de Conflans-Saint-Honorine est desservie par les trains du réseau Paris Saint-Lazare du Transilien (ligne J), à la bifurcation des lignes vers Mantes-la-Jolie et Pontoise / Gisors.

## Fréquentation
De 2015 à 2023, les estimations de la SNCF sont les suivantes :
| Année         | 2015      | 2016      | 2017      | 2018      | 2019      | 2020      | 2021      | 2022      | 2023      |
| ------------- | --------- | --------- | --------- | --------- | --------- | --------- | --------- | --------- | --------- |
| Fréquentation | 4 442 590 | 4 624 289 | 4 748 100 | 4 779 174 | 4 834 179 | 2 347 335 | 3 693 330 | 4 070 670 | 4 154 142 |

## Correspondances
La gare est desservie par les lignes 1204, 1205, 1225, 1227, 1231, 1234, 1255 et 1257 du réseau de bus Cergy-Pontoise Confluence, par la ligne 7816 du Réseau de bus Île-de-France Ouest et, la nuit, par les lignes N152 et N155 du réseau Noctilien.

## Galerie de photographies

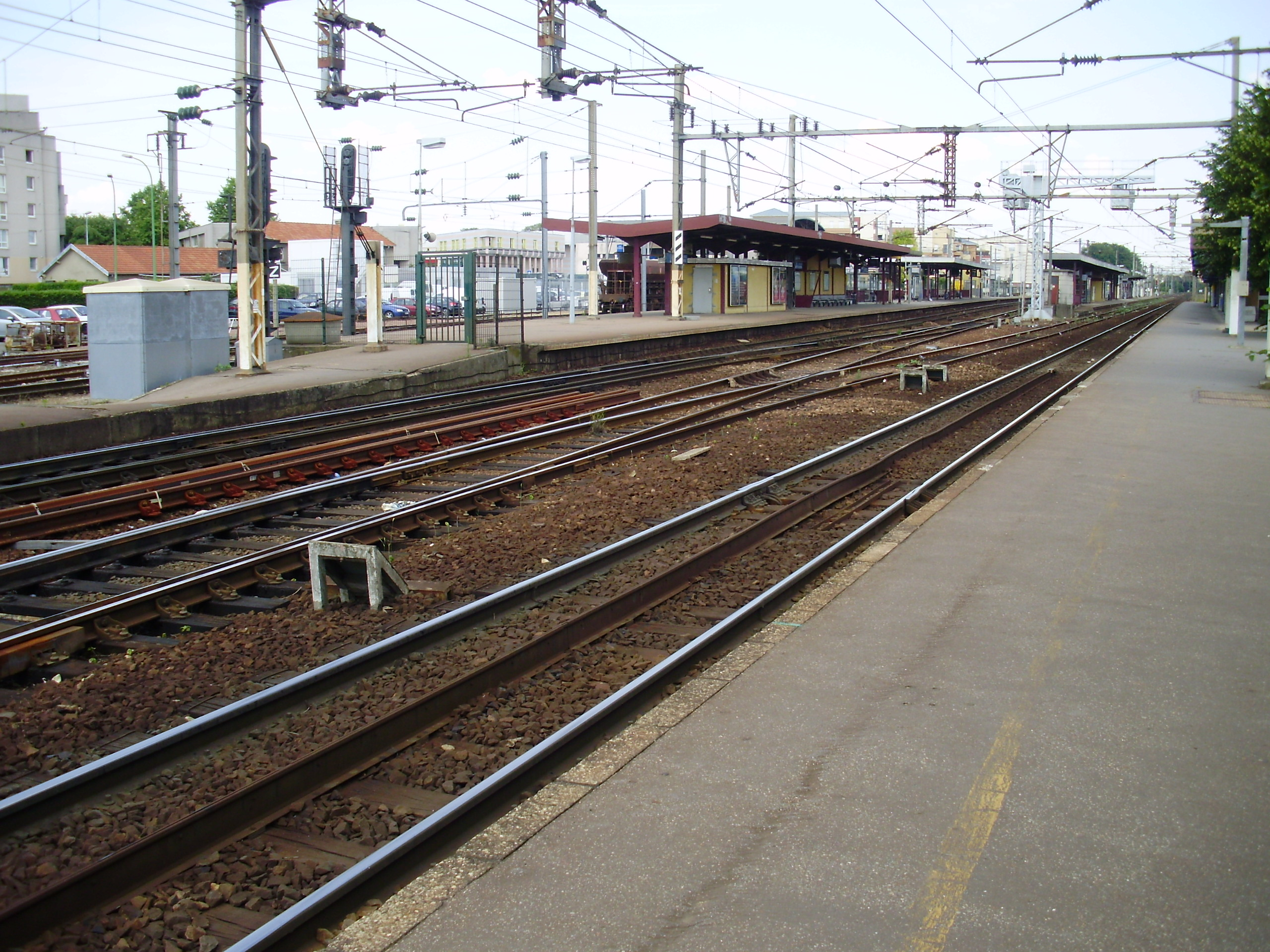
Vue en direction de Paris depuis l'extrémité ouest du quai pour Mantes-la-Jolie ou Pontoise.
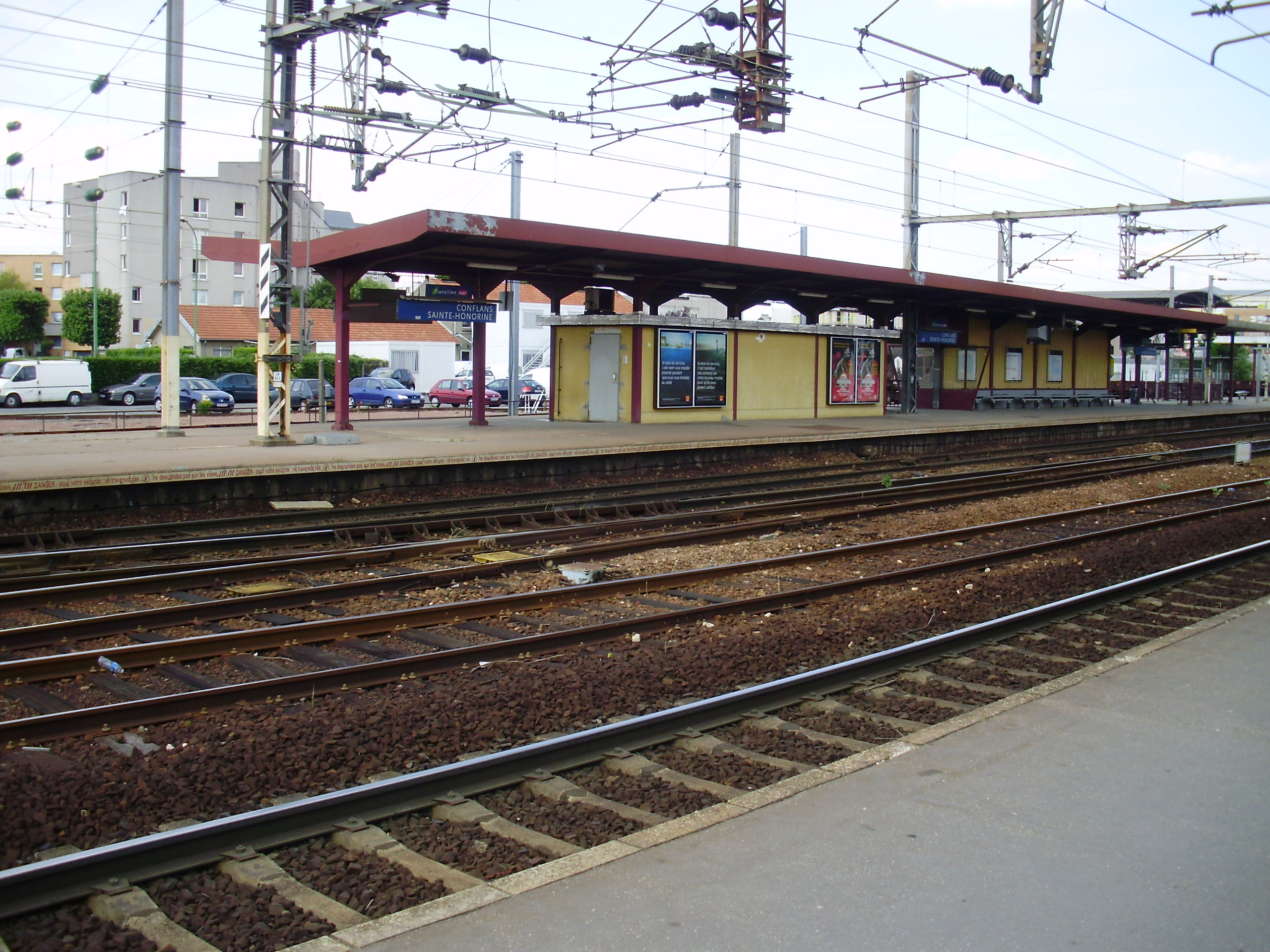
Quai central commun aux voies 2 et 4 pour Paris.
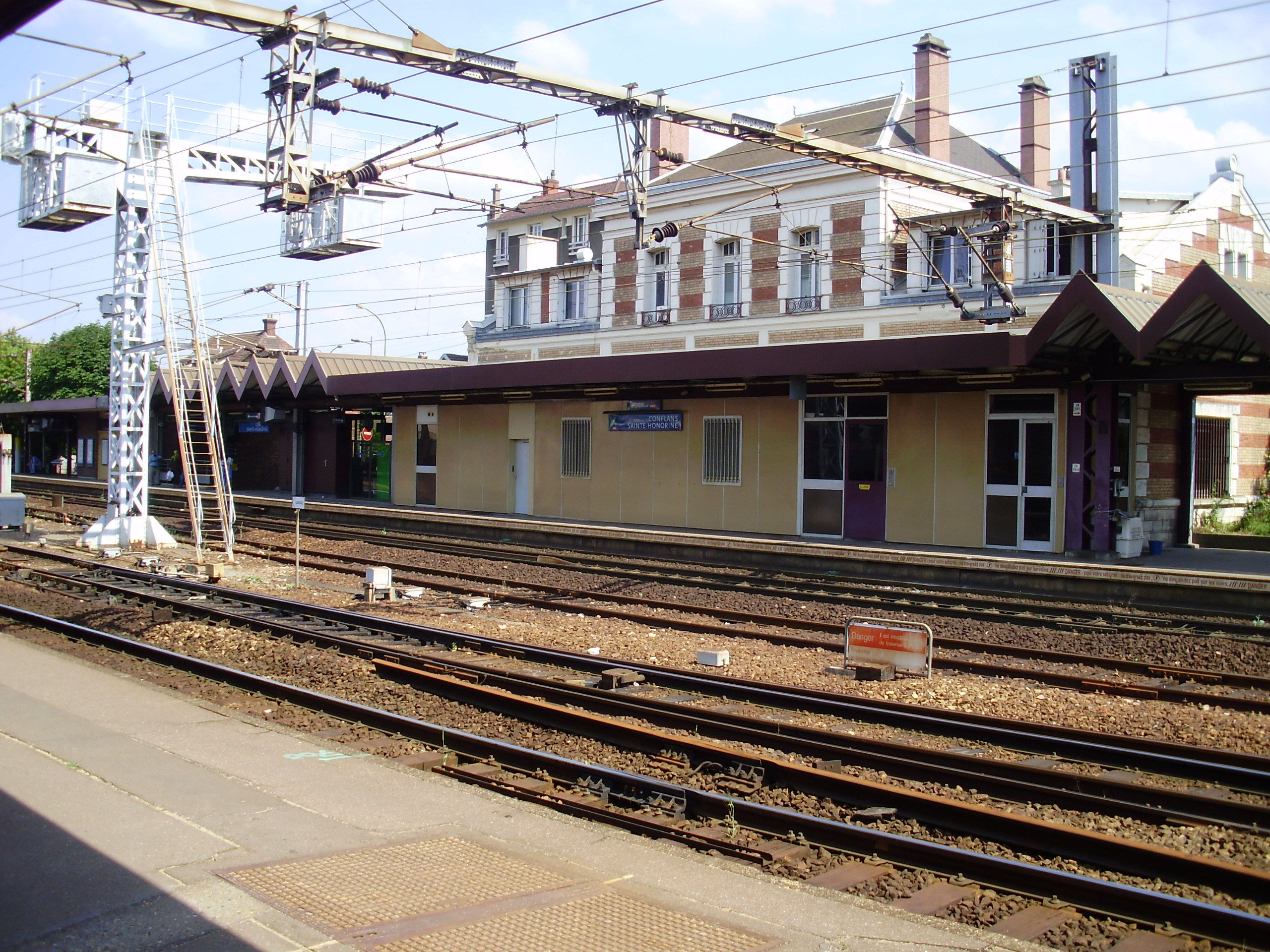
Bâtiment de la gare du côté sud des voies, vu depuis le quai des voies 2 et 4 pour Paris.
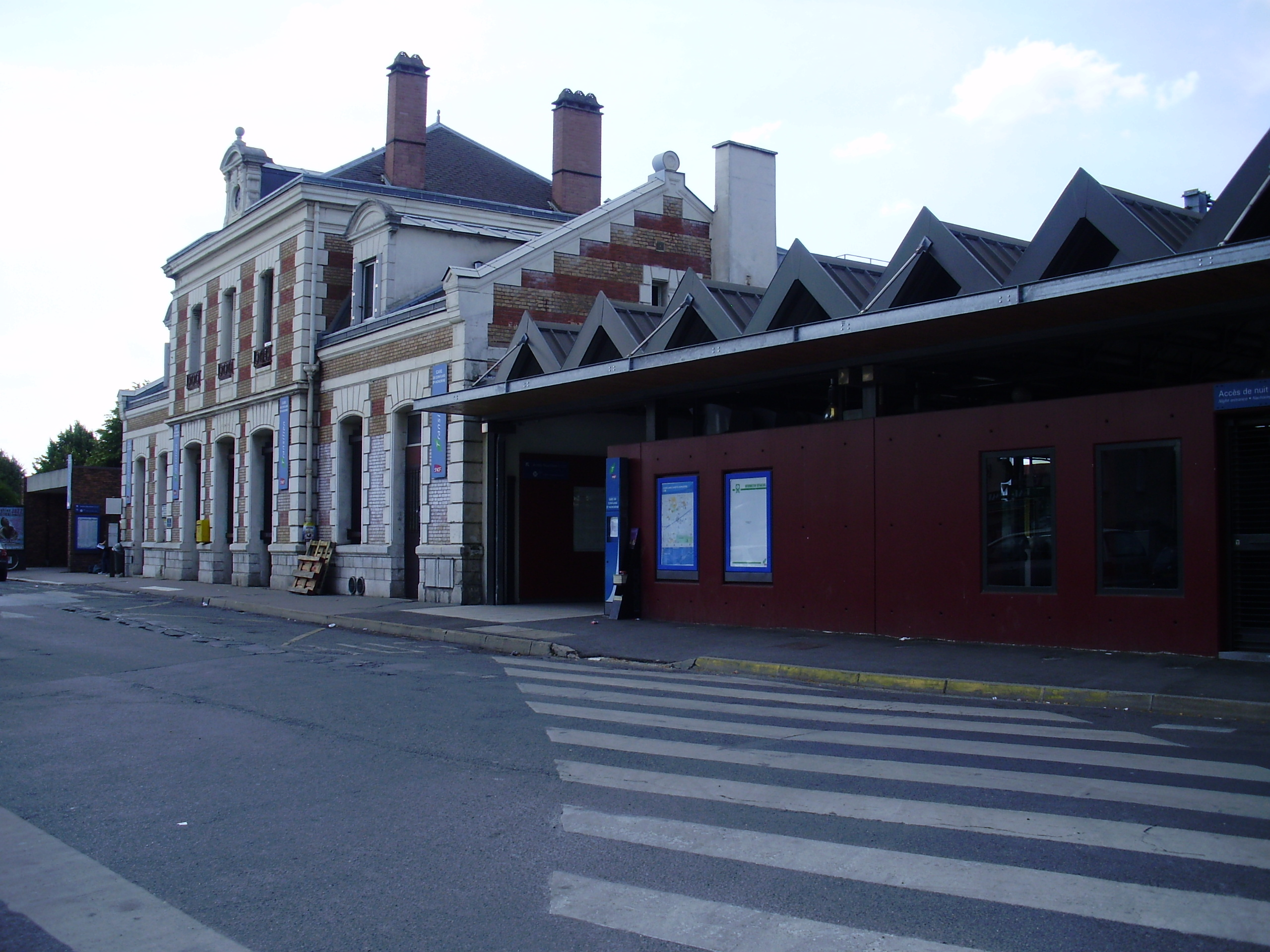
Bâtiment de la gare en 2010.